# 森哈加語
森哈加語 ('Senhaja of Srair'、Senhaya)屬於北柏柏爾語族，使用在摩洛哥里夫山脈南部(介於陶納特與塔爾吉斯特之間)。森哈加語最接近亞特拉斯語族，不過卻受鄰近的里夫语相當的影響；白藍屈(Blench 2006)將它分類在芮納提語族下的莫拉特–瓦爾格拉語族裡的一種方言。
森哈加語在里夫諸語言裡顯得比較獨立，且只使用在里夫山脈區域的一小部分族群裡，而在此區域亦謂之"小森哈加語"(Ketama).

## 外部連結
- Ethnologue listing for Senhaja de Srair （页面存档备份，存于）